# Friedrichshafen G.I
Il Friedrichshafen G.I, designazione aziendale FF 36 o FF 30, fu un bombardiere bimotore biplano sviluppato dall'azienda tedesco imperiale Flugzeugbau Friedrichshafen GmbH negli anni dieci del XX secolo e rimasto allo stadio di prototipo.
Realizzato per dotare i primi reparti da bombardamento tattico della Luftstreitkräfte, la componente aerea del Deutsches Heer (l'esercito imperiale tedesco), nelle fasi iniziali della prima guerra mondiale, il G.I venne presto sostituito dalla sua evoluzione Friedrichshafen G.II (FF 38), caratterizzato dalle maggiori dimensioni ed equipaggiato con un impianto motore dalla maggior potenza disponibile.

## Storia del progetto
Durante le prime fasi del primo conflitto mondiale l'Idflieg, organismo deputato allo sviluppo dell'aviazione militare tedesca, aveva deliberato una tipologia di aereo da guerra, indicato come Kampfflugzeug, relativa ad un velivolo plurimotore dalle grandi dimensioni, pesantemente armato e che doveva essere utilizzato nel ruolo che sarà assunto dai più compatti aerei da caccia monoposto.
Quando gli studi preliminari dimostrarono che la fattibilità di tale concetto era, con le capacità tecnologiche del tempo, inattuabile, si ritenne utile sfruttare i disegni preliminari per riconvertirli al bombardamento aereo data la loro potenziale capacità di trasporto di bombe da caduta rispetto ai più piccoli modelli utilizzati principalmente per la ricognizione.
Tra le aziende che risposero all'appello ci fu anche la Flugzeugbau Friedrichshafen che ne affidò lo sviluppo al direttore del proprio ufficio tecnico, il neo assunto Karl Gehlen. Il progetto, che fu il primo disegnato da Gehlen, era relativo ad un velivolo dalle grandi dimensioni, caratterizzato dalla velatura biplana di grande apertura, una lunga fusoliera dove trovavano posto i tre membri dell'equipaggio, uno dei quali con funzione di mitragliere posizionato nella postazione sul naso, che terminava in un complesso impennaggio con elementi orizzontali e verticali sdoppiati. La propulsione era assicurata da due motori posti tra le ali in configurazione spingente.
Il prototipo venne portato in volo per la prima volta durante il 1915 e benché fosse stato giudicato favorevolmente ed in grado di ricoprire quel ruolo, le prestazioni espresse dal G.I non consentivano una sua reale efficacia. Ciò nonostante le prove in volo fornirono a Gehlen i dati necessari per avviarne un'evoluzione migliorativa, l'F 38 poi identificato ufficialmente G.II.

## Tecnica
Il G.I era un grande velivolo realizzato in legno e tela che riproponeva l'impostazione della maggior parte dei pari ruolo che stavano sviluppando le altre aziende nazionali, bimotore, biplano, con abitacoli aperti e carrello fisso.
La fusoliera, realizzata con struttura lignea ricoperta nella parte anteriore da pannelli di compensato ed in quella posteriore da tela, presentava due abitacoli aperti, l'anteriore posto alla sua estremità e destinato al mitragliere. Posteriormente terminava in un impennaggio dove il piano orizzontale inferiore fungeva da supporto per i due verticali posti alle sue estremità verso l'alto e che si andava a completare con un secondo piano orizzontale superiore che chiudeva la struttura. Tutte le superfici di controllo erano con struttura in legno ricoperta da tela trattata.
La configurazione alare era biplana, realizzata anch'essa in legno ricoperto da tela verniciata, con l'ala superiore, posizionata alta a parasole, l'unica dotata di alettoni, collegata all'inferiore, posizionata bassa sulla fusoliera, tramite tre coppie di montanti interalari per lato integrate da tiranti in cavetto d'acciaio. Tra la coppia più interna e la fusoliera erano collocate le gondole dei motori, sospese da un sistema a puntoni.
Il carrello d'atterraggio era fisso, un sistema triciclo anteriore integrato da un pattino posteriore d'appoggio, basato sugli elementi principali posti sotto l'ala inferiore all'altezza delle gondole dei motori dotate di quattro ruote binate al quale si aggiungeva un terzo carrello posizionato sotto il naso con funzione anticappottamento.
La propulsione era affidata ad una coppia di motori Benz Bz.III, dei 6 cilindri in linea raffreddati a liquido in grado di erogare una potenza pari a 150 PS (110 kW) ciascuno, montati in configurazione spingente ed abbinati ad altrettante eliche bipala in legno a passo fisso. L'impianto di raffreddamento prevedeva l'uso di un radiatore di tipo automobilistico posizionato fronte marcia.
L'armamento era basato su un'unica mitragliatrice Parabellum MG 14 calibro 7,92 mm montata su supporto ad anello nell'abitacolo anteriore.

## Utilizzatori
Germania
- Luftstreitkräfte